# L'ultimo sole
L'ultimo sole è un film del 1964 diretto da Adriano Bolzoni.

## Trama
Adriano Bolzoni ha usato pezzi di documentari per realizzare il documentario, rievocando così avvenimenti dell'ultimo dopoguerra.